# لاندسهوت
لاندسهوت (بالألمانية: Landshut) مدينة ألمانية تقع جنوب ولاية بافاريا وهي مقر حكومة بافاريا السفلى ومقر الغرفة الإقليمية لمنطقة بافاريا السفلى الإدارية.

## توأمة
للاندسهوت اتفاقيات توأمة مع كل من:
- إلغين (1956 - )
- فالدكيرشن (1972 - )
- سكيو (1981 - )
- سيبيو (2002 - )
- كومبيين (1962 - )
- Ried im Innkreis [الإنجليزية]‏ منذ (1974 - )

## أعلام
- فيلهلم الخامس، دوق بافاريا
- ستيفان ريزينغر
- فولفغانغ شتارك
- غانثر إو. هوفمان
- جوزيف إدموند يورغ
- أوتو الثالث، دوق بافاريا
- جورج هامل
- يوزف أوغست شولتس
- هانس بيرغن
- ماكس فون أوبنهايم
- ماكسيميليان فورستر